# أورلاندو ليتيلير
ماركوس أورلاندو ليتيلير ديل سولار (بالإسبانية: Marcos Orlando Letelier del Solar) (و. 1932 – 1976 م) هو اقتصادي، وسياسي، ودبلوماسي من تشيلي ولد في تيموكو. وهو عضو في الحزب الاشتراكي في تشيلي.
عمل ليتيلير لإدارة الرئيس سلفادور أليندي. وبعدها ترك تشيلي فاراً من الديكتاتورية العسكرية للجنرال أوغستو بينوشيه وقبِلَ مناصب أكاديمية عدة في واشنطن العاصمة. نفَّذ عملاء من مديرية الاستخبارات الوطنية لنظام بينوشيه عملية أدت إلى اغتياله بتفجير سيارة في واشنطن عام 1976. كان هؤلاء العملاء يعملون بالتنسيق مع أعضاء جماعة تنسيقية المنظمات الثورية المتحدة (CORU) وهو فصيل عسكري مدعوم من الولايات المتحدة.

## السيرة السياسية

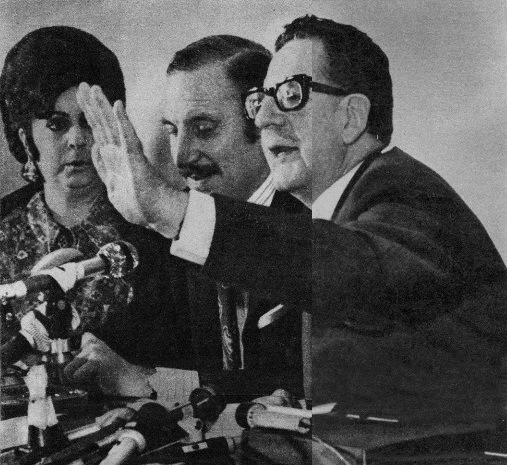
الرئيس سلفادور أليندي يتحدث

أصبح ليتيلير ممثلا طلابياً في اتحاد طلبة جامعة تشيلي حين كان في الجامعة. وألتحق بالحزب الاشتراكي التشيلي عام 1959. عينه الرئيس أليندي سفيراً للولايات المتحدة في عام 1971. انطوت مهمته في محاولة الدفاع عن قرار تشيلي بتأميم النحاس في البلاد مقابل نظام الملكية الخاصة السابق الذي لقطاع النحاس والذي فضلته الولايات المتحدة.
اُستدعي ليتيلير إلى تشيلي خلال عام 1973 ليخدم بعدها وزيراً للخارجية ثم وزيراً للداخلية ثم للدفاع تباعاً في حكومة بلاده.
كان من بين أول المسؤولين رفيعي المستوى في إدارة أليندي الذين اعتقلوا خلال انقلاب 11 سبتمبر عام 1973. ظل قابعاً في السجن ضمن معسكرات اعتقال عدة لمدة اثنا عشر شهراً تعرض خلالها للتعذيب الشديد. وفي الأول مكث ليتيلير في فوج تانكا، ومن ثم في الأكاديمية العسكرية، وبعدها أرسل إلى سجن سياسي على جزيرة داوسون جنوب البلاد لمدة ثمانية أشهر ومن هنالك نقلوه إلى قبو الأكاديمية الحربية للقوات الجوية، وأخيراً انتهى به الأمر في معسكر اعتقال ريتوك. وبقي هكذا في الأسر حتى أدت الضغوط الدبلوماسية الدولية ولا سيما التي مارسها حاكم مقاطعة فنزويلا الاتحادية دييغو آريا إلى إطلاق سراحه المفاجئ شريطة مغادرته الفورية للأراضي التشيلية.
انتقل ليتيلير بعد خروجه من السجن في شهر سبتمبر من عام 1974 مع عائلته إلى كاراكاس، ولكنه قرر التوجه إلى الولايات المتحدة التي كان قد عمل سفيراً لبلاده فيها. وكان هذا القرار بناءً على اقتراح الكاتب الأمريكي سول لانداو.
انتقل ليتيلير إلى واشنطن العاصمة في عام 1975 حيث أصبح زميلاً أقدم في معهد الدراسات السياسية وهناك كان لانداو حينها يعمل. وأصبح مدير المعهد عبر الوطني ودرَّس في كلية الخدمة العالمية بالجامعة الأميركية في واشنطن. كتب ليتيلير عدة مقالات انتقد فيها «فتيان شيكاغو»، وهو الاسم الذي أطلق على مجموعة من الاقتصاديين الأمريكيين الجنوبيين الذين تدربوا في جامعة شيكاغو على يد ميلتون فريدمان وأرنولد هاربيرغر، وأرسلوا إلى بلدانهم ليشجعوا وينصحوا القائدة حيال منافع اقتصاد السوق الحر.
وبالفعل فقد عُمل بهذه السياسة الاقتصادية لدرجة كبيرة في تشيلي فقد تطلع بينوشيه إلى اجتثاث المنظومة الاقتصادية الاشتراكية والاستعاضة عنها باقتصاد السوق الحر. أعتقد ليتيلير بأن ترك الأسواق بحرية في اقتصاد يعتمد أساساً على الموارد مثل اقتصاد تشيلي سيضمن انتقال الثروة من الطبقات الوسطى والدنيا إلى المحتكرين والمضاربين. وبعدها أصبح بفترة وجيزة من أبرز وجوه المقاومة التشيلية لنظام بينوشيه، فكانت له يد في منع منح عدة قروض مالية (ولا سيما من أوروبا) للنظام التشيلي. ورداً على ذلك فقد سحب النظام منه جنسيته التشيلية بنوجب مرسوم بتاريخ 10 سبتمبر عام 1976.

## اغتياله

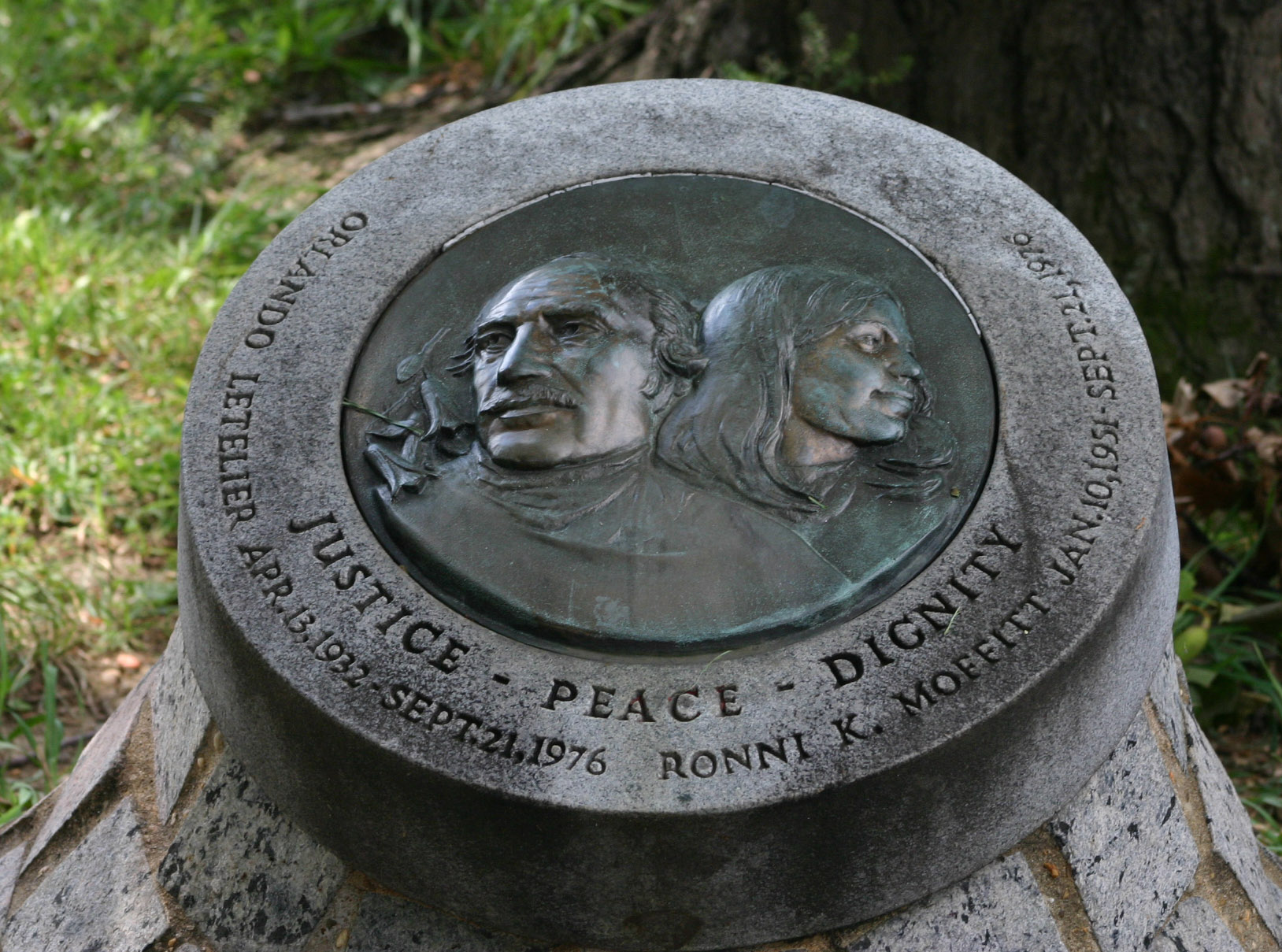
نصب تذكاري تخليداً لذكرى ليتيلير وكاربن في دوار شيريدان بواشنطن العاصمة

اغتيل ليتيلير بتفجير سيارة مفخخة في دوار شيريدان بواشنطن العاصمة ومعه زميلته في العمل روني كاربن موتيف يوم 21 سبتمبر عام 1976.
أصيب زوج موتيف مايكل بجروح ولكنه نجا وبقي على قيد الحياة. تمت محاكمة عدة أشخاص متورطين في جريمة القتل والحكم عليهم. وكان من بين هؤلاء مايكل تاونلي وهو مغترب أمريكي يعمل لصالح مديرية الاستخبارات الوطنية التشيلية، والرئيس السابق لمديرية الاستخبارات الجنرال مانويل كونتريراس، والعميد بيدرو إسبينوزا الذي عمل كذلك في مديرية الاستخبارات. حكم على تاونلي في الولايات المتحدة عام 1978 حيث قضى 62 شهراً في السجن لارتكابه جريمة القتل، ودخل بعد خروجه من السجن في برنامج مكتب التحقيقات الفيدرالي لحماية الشهود. أمَّا كونتريراس وإسبينوزا فقد حكم عليهما في تشيلي عام 1993.
تدخل دييغو آريا مجدداً حتى نقل رفات ليتيلير إلى كاراكاس حيث دفن فيها وبقي هناك حتى عام 1994 بعد نهاية حكم بينوشيه.
فارق أوغستو بينوشيه الحياة بتاريخ 10 ديسمبر عام 2006. هذا ولم يخضع الأخير للمحاكمة عن الجرائم التي ارتكبها نظامه، رغم الأدلة التي تثبت تورطه على اعتبار كونه من قام بإعطاء وتوجيه الأوامر بارتكاب هذه الجرائم. بادرت الولايات المتحدة عقب ارتكاب عملية اغتيال ليتيلير على أراضيها بقطع المساعدة العسكرية لتشيلي واتخذت موقفاً بما سمته «عدم التطفل» في البلاد.

## وصلات خارجية
- أرشيف أورلاندو ليتيلير (بالإنجليزية)